# Acheron Lakes
Die Acheron Lakes sind zwei Seen im Southland District der Region Southland auf der Südinsel von Neuseeland.

## Namensherkunft
Der Name Acheron entstammt der griechischen Mythologie und war der Fluss, den man durchqueren musste, um in den Hades zu gelangen.

## Geographie
Die Acheron Lakes befinden sich in den Livingstone Mountains, rund 3,56 km westlich des nördlichen Teils des North Mavora Lake und rund 21 km östlich des Lake Te Anau.
Der nördliche See umfasst eine Fläche von rund 26,5 Hektar und besitzt einen Seeumfang von 2,115 km. Bei einer Nord-Süd-Ausrichtung des Sees misst seine Länge rund 750 m und seine Breite rund 555 m.
Der südliche See hingegen umfasst eine Fläche von rund 17,1 Hektar und misst einen Seeumfang von rund 2,77 km. Die Länge des Sees beträgt rund 1030 m bei einer Nordnordwest-Südsüdost-Ausrichtung und misst an seiner breitesten Stelle rund 400 m in Ost-West-Richtung.
Vom nördlichen See führt ein, mit einem leichten Gefälle rund 115 m langer Stream zum südlichen See. Die Seehöhe der beiden See liegt mit einem kleinen Unterschied um die 1205 m. Gespeist werden die Seen durch kleine Gebirgsbäche. Entwässert werden sie über einen Abfluss in Richtung des Upukerora River am südwestlichen Ende des südlichen Sees.